# ستانکوویتسه (ناحیه لیتومیریتسه)
ستانکوویتسه (به چکی: Staňkovice) یک منطقهٔ مسکونی در جمهوری چک است که در ناحیه لیتومیریتسه واقع شده‌است. ستانکوویتسه ۲٫۵۹ کیلومتر مربع مساحت و ۳۶ نفر جمعیت دارد و ۳۸۸ متر بالاتر از سطح دریا واقع شده‌است.